# Whitesboro (New York)
Whitesboro è un villaggio degli Stati Uniti d'America, situato nello stato di New York, nella contea di Oneida.